# Цюрихський кінофестиваль
47°22′28″ пн. ш. 8°32′28″ сх. д. / 47.3744° пн. ш. 8.5411° сх. д.
Цю́рихський кі́нофестива́ль (ZFF, нім. Das Zürich Film Festival, фр. Festival du film de Zurich) — щорічний кінофестиваль, який проводиться у Цюриху, Швейцарія, з жовтня 2005 року. Фестиваль стрімко розвивається: у 2016 році його відвідало 90,5 тисяч глядачів, у 2017 — 98,3 тисячі та понад 500 акредитованих журналістів.
Головний приз Цюрихського фестивалю — «Золоте око» (нім. Goldene Auge, фр. L'Oeil d'Or), яке вручається найкращим режисерам в основній категорії, категорії «фокус» та категорії документального кіно.